# Fabian Franciscus
Fabian Franciscus (Alkmaar, 1982) is een Nederlands cabaretier.
Franciscus is gediagnosticeerd met meervoudig complexe ontwikkelingsstoornis en verwerkt dit in zijn voorstellingen. Ook is hij ambassadeur van de Nederlandse Vereniging voor Autisme. Franciscus won het Leeuwarder Cabaret Festival en de Comedy Slam, won de eerste plaats in The Comedy Store in Londen en speelde op Lowlands 2019. In 2020 speelde hij mee in De Slimste Mens. Ook was hij deelnemer van The Genius in 2022. In maart 2025 werd Franciscus vader van een zoon. 

## Voorstellingen
- 2017: Vlafeest
- 2020: Kleine wereld
- 2022-2023: Lekker gezellig
- 2024: Loskomen